# Witkeelroodstaart
De witkeelroodstaart (Phoenicurus schisticeps) is een zangvogel uit de familie Muscicapidae.

## Verspreiding en leefgebied
Deze soort komt voor van de Himalaya tot centraal China.